# Little Accident
Pour l’article homonyme, voir The Little Accident.
Little Accident est un film américain en noir et blanc réalisé par Charles Lamont, sorti en 1939.
Il s'agit d'une nouvelle version du film de 1930 : The Little Accident. Un remake sera tourné en 1944 : Casanova le petit.

## Synopsis
La veille de son deuxième mariage, un homme découvre que sa future épouse a eu un bébé.

## Fiche technique
- Réalisation : Charles Lamont
- Scénario : Eve Greene et Paul Yawitz
  - librement inspiré de la pièce Little Accident de Floyd Dell (1927)
- Musique : Charles Previn
- Costumes : Vera West
- Image : Milton Krasner
- Montage : Frank Gross
- Producteur : Charles Lamont
- Société de production et de distribution : Universal Pictures
- Pays de production :  États-Unis
- Langue d'origine : anglais américain
- Format : noir et blanc — pellicule : 35 mm — image : 1,37:1 — son : mono (Western Electric Mirrophonic Recording)
- Genre : comédie, aventure
- Durée : 65 minutes
- Date de sortie : 27 octobre 1939

## Distribution
- Hugh Herbert : Herbert Pearson
- Florence Rice : Alice Pearson
- Richard Carlson : Perry Allerton
- Ernest Truex : Tabby Morgan
- Joy Hodges : Joan Huston
- Kathleen Howard : Mrs. Allerton
- Howard C. Hickman : Mr. Allerton
- Edgar Kennedy : Paper Hanger
- Etienne Girardot : Professeur Artemus Glenwater
- Fritz Feld : Malisse
- Charles D. Brown : Jeff Collins
- Baby Sandy : Sandy